# Lumberjacka
Lumberjacka (av engelska lumber: timmer) var ursprungligen ett klädesplagg som användes av amerikanska skogsarbetare. Benämningen kom efter hand att avse en midjelång sportjacka av mockaliknande tyg med resårstickade linningar. Den infördes till Sverige under 1920-talet.
Klädesplaggets modell är i flera avseenden jämförbar med bomberjackan som har sitt ursprung i det amerikanska flygvapnet.